# فرودگاه اوویهی
 فرودگاه اوویهی (به انگلیسی: Owyhee Airport) یک فرودگاه همگانی بهره‌برداری هوایی است که یک باند فرود آسفالت و شن دارد و طول باند آن ۲۰۴۲ متر است. این فرودگاه در کشور ایالات متحده آمریکا قرار دارد و در ارتفاع ۱۶۳۸ متری از سطح دریا واقع شده است.